# French Montana
Карим Харбуш (арап. كريم خربوش; Казабланка, 9. новембар 1984), познат као French Montana (транскр.  Френч Монтана), марокански и амерички је репер.

## Биографија
Рођен је 9. новембра 1984. у Казабланки. Одрастао је на имању ван Казабланке, где је живео 13 година. Преци су му пореклом из Марока, Етиопије и Сомалије. Као дете је био заинтересован за фудбал и реповање, док је као тинејџер заволео кошарку. Средином 1990-их преселио се у Бронкс са родитељима и млађим братом.

## Дискографија
Студијски албуми
- (2013)
- (2017)
- (2019)
- (2021)